# یواس‌اس پسامپسیک (ای‌او-۱۰۷)
یواس‌اس پسامپسیک (ای‌او-۱۰۷) (به انگلیسی: USS Passumpsic (AO-107)) یک کشتی بود که طول آن As built: بود. این کشتی در سال ۱۹۴۵ ساخته شد.